# B'nai B'rith

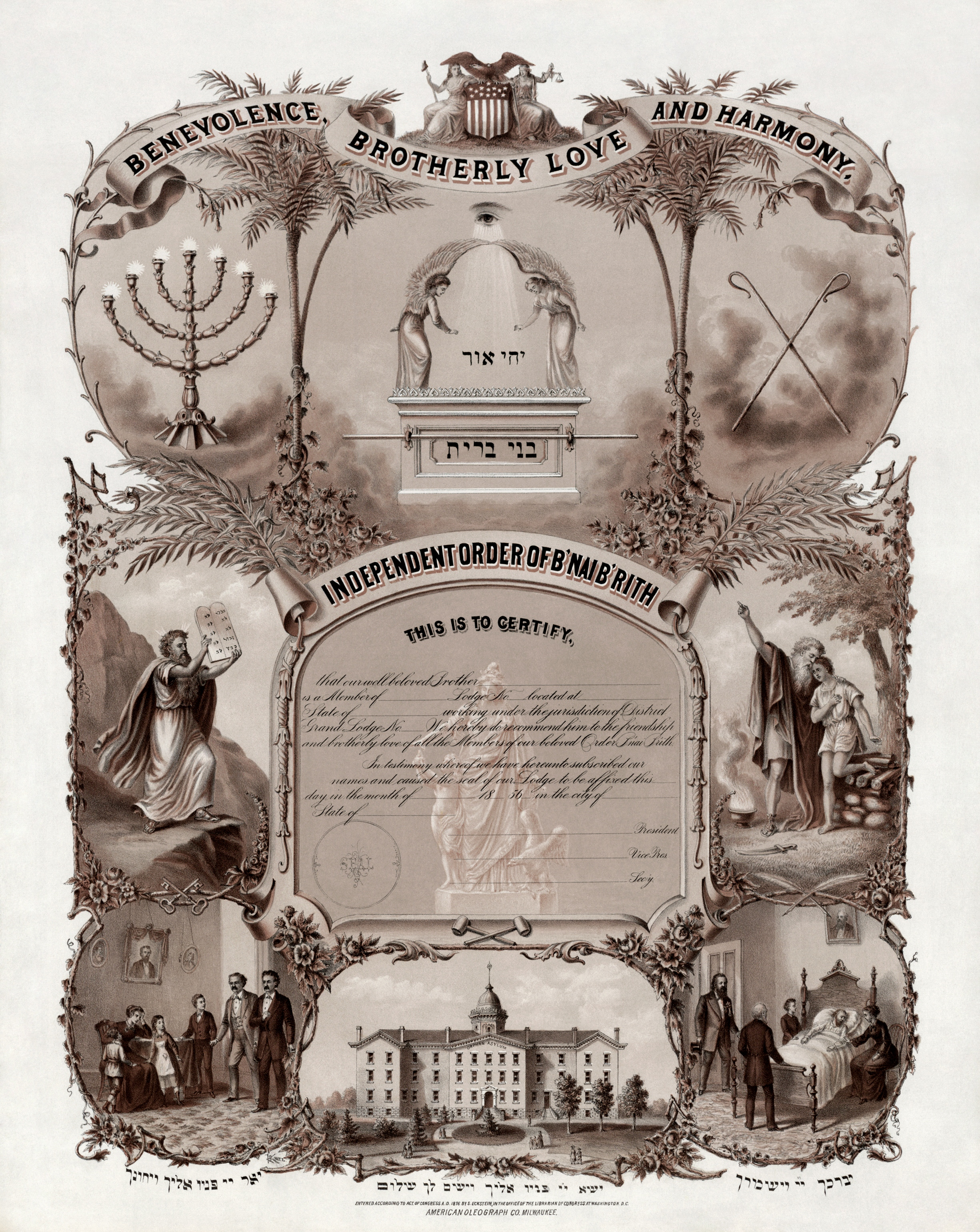
Medlemscertifikat för B'nai B'rith membership från 1876.

B'nai B'rith eller The Independent Order of B'nai B'rith (IPA: //bəneɪ 'brɪθ//; hebreiska: בני ברית "Sons of the Covenant") är den äldsta kontinuerligt verksamma judiska serviceorganisationen i världen. Den grundades i New York av Henry Jones och elva andra personer den 13 oktober 1843.
Organisationen är verksam på ett vitt spektrum av olika områden vad gäller samhälle och välfärd. Dit hör bl.a. främjande av judiska rättigheter, bistånd till sjukhus och offer för naturkatastrofer, fördelning av stipendier till judiska studenter samt opinion mot antisemitism genom sitt organ Center for Human Rights and Public Policy. Organisationens viktigaste organ är B'nai B'rith International som arbetar i över hundra länder runt om i världen med att tillvarata intressen och öka välfärden för judar bosatta i dessa länder.
I början av 1900-talet grundade B'nai B'rith Anti-Defamation League, studentorganisationen Hillel och ungdomsorganisationen BBYO.